# ويليام كرايغ (سياسي)
ويليام كرايغ (بالإنجليزية: William Craig)‏ هو سياسي بريطاني (وحمل سابقاً جنسية المملكة المتحدة لبريطانيا العظمى وأيرلندا)، ولد في 2 ديسمبر 1924 في المملكة المتحدة، وتوفي في 25 أبريل 2011 في المملكة المتحدة. حزبياً، نشط في الحزب التقدمي الوحدوي الطليعي ‏.

## مناصب
- انتخب عضو برلمان أيرلندا الشمالية.
- في الانتخابات العامة في المملكة المتحدة فبراير 1974 [الإنجليزية]‏، انتخب عضو البرلمان السادس والأربعون للمملكة المتحدة عن دائرة بلفاست الشرقية خلال فترته النيابية ‏ (28 فبراير 1974 – 20 سبتمبر 1974).
- في الانتخابات العامة في المملكة المتحدة أكتوبر 1974 [الإنجليزية]‏، انتخب عضو البرلمان السابع والأربعون للمملكة المتحدة عن دائرة بلفاست الشرقية خلال فترته النيابية ‏ (10 أكتوبر 1974 – 7 أبريل 1979).
- في الانتخابات البرلمانية في أيرلندا الشمالية 1973 [الإنجليزية]‏، انتخب عضو برلمان أيرلندا الشمالية 1973-1974 عن دائرة شمال أنترم [الإنجليزية]‏ وقد انضم خلال فترته النيابية ‏ للكتلة البرلمانية الحزب التقدمي الوحدوي الطليعي [الإنجليزية]‏.

## روابط خارجية
- ويليام كرايغ على موقع مونزينجر (الألمانية)